# Paolla Oliveira
Caroline Paola Oliveira da Silva (São Paulo, 14 de abril de 1982), conhecida como Paolla Oliveira, é uma atriz, fisioterapeuta e ex-assistente de palco brasileira.
Uma das artistas mais famosas da indústria audiovisual brasileira, sendo estrela de várias produções de sucesso, que a consolidaram uma atriz de enorme popularidade na televisão e nas redes sociais.

## Biografia

### Vida pessoal
Paolla Oliveira nasceu no bairro da Penha, Zona Leste de São Paulo, é descendente de espanhóis, italianos e portugueses.
É filha de um policial militar aposentado natural do Rio Grande do Norte e de uma ex-auxiliar de enfermagem.
Entre 2003 e 2005, namorou o ator e professor Hudson Senna.
Entre 2006 e 2007, namorou o ator Maurício Mattar, que conheceu durante as gravações da telenovela O Profeta.
Entre 2009 e 2015, namorou o ator Joaquim Lopes. Em 6 de janeiro de 2015, anunciou o fim do relacionamento.
Em 2015, começou a namorar o diretor Rogério Gomes. O relacionamento chegou ao fim em 2019.
Em 2020 começou a namorar o coach Douglas Maluf. O relacionamento chegou ao fim em março de 2021.
Em 2021, assumiu namoro com o cantor Diogo Nogueira.
Ainda em 2021, foi escolhida como a mulher mais sexy do mundo.

### Carreira

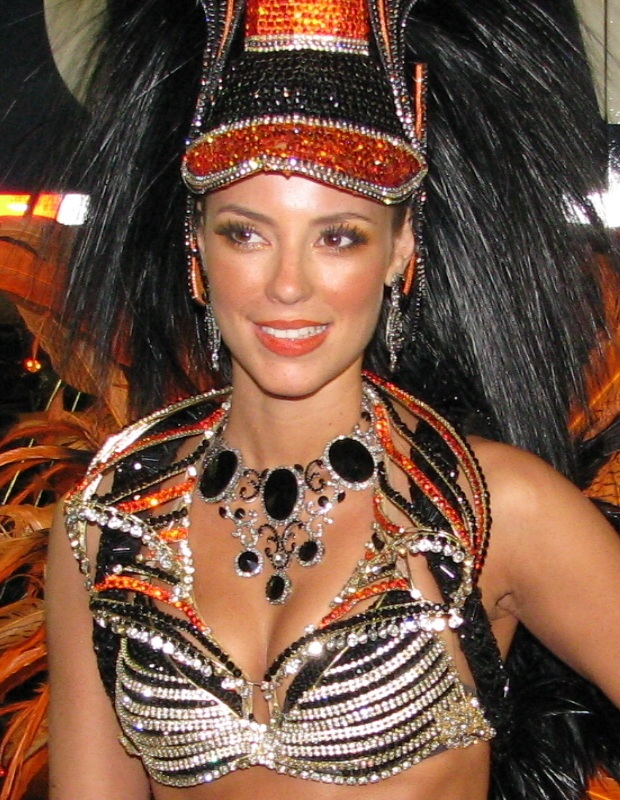
Paolla durante o desfile da Grande Rio na Marquês de Sapucaí durante o Carnaval de 2010

Em 1998, Paolla começou a carreira aos dezesseis anos, como assistente de palco de Celso Portiolli nos programas Passa ou Repassa e Curtindo uma Viagem, onde ficou por quatro anos.
Em 2004, estreou como atriz na telenovela Metamorphoses, da RecordTV, onde logo em seu primeiro papel conquistou o posto de principal antagonista, interpretando a invejosa e mimada Stella.
Em 2005, interpretou a assanhada Giovana em Belíssima que, apesar de ser uma personagem dos núcleos paralelos menores, acabou gerando uma grande repercussão com o público.
Em 2006,  a atriz a protagonizou a sua primeira novela em 2006, O Profeta, no papel de Sônia.
Em 2008, interpretou Letícia em Ciranda de Pedra, uma tenista dividida entre o romance com o seu treinador e com uma colega de equipe. 
Em 2008, Paolla foi escolhida como a rainha de bateria da escola de samba Grande Rio para o carnaval 2009,que no carnaval de 2008, desfilou como musa da escola de samba Grande Rio e destaque no carro alegórico da escola de samba Portela. 
Em 2009, fez a sua primeira vilã, Verônica, na telenovela Cama de Gato. 
Em 2009, participou da Dança dos Famosos 6, tornando-se a vencedora, ao lado do professor de dança Átila Amaral.
Em outubro de 2010, Paolla foi chamada às pressas para substituir Ana Paula Arósio no papel da protagonista de Insensato Coração., a personagem Marina Drummond. 
Em 2010, Paolla deixou o posto de rainha de bateria da escola de samba Grande Rio, que a escola tem a tradição de cada rainha fica no posto por somente dois anos, sendo substituída no ano seguinte pela atriz Cris Viana. Em 2011, Paolla desfilou na escola pela ala da diretoria da escola.  
Em 2012, quando completou trinta anos, acrescentou uma letra "L" em seu nome artístico em função da numerologia, afirmando que mudar este pequeno detalhe lhe traria mais sorte e prestígio profissional.
Em 2012, fez uma participação na série Tapas e beijos, interpretando Celeste, a prima de Sueli.
Em 2013, pôde ser vista novamente no horário nobre da TV Globo, protagonizando a telenovela Amor à Vida, de Walcyr Carrasco, na qual interpretou a médica Paloma. Ainda em 2013, foi eleita pela revista VIP como a mulher mais sexy do mundo.
Em 2015, foi escalada para a série Felizes para Sempre? da TV Globo, uma releitura da minissérie Quem Ama não Mata, no papel de Denise, uma prostituta de luxo com apelido de Danny Bond. Durante a exibição da minissérie, a atriz apareceu de costas só de calcinha cavada, evidenciando o tamanho das coxas e das nádegas, fato que repercutiu nas redes sociais, fazendo com que o seu nome fosse o mais procurado no motor de busca do Google no Brasil, no dia 29 de janeiro de 2015.
Em 2015, apresenta o reality do Fantástico, Como Manda o Figurino.
Em 2015, interpretou a vilã Melissa, na novela Além do Tempo da TV Globo, onde tem como antagonista masculino o ator Emilio Dantas e os dois protagonistas Alinne Moraes e Rafael Cardoso.
Em novembro de 2016, Paolla fez uma participação especial no último capítulo da novela 'Haja Coração', interpretando uma manifestante.

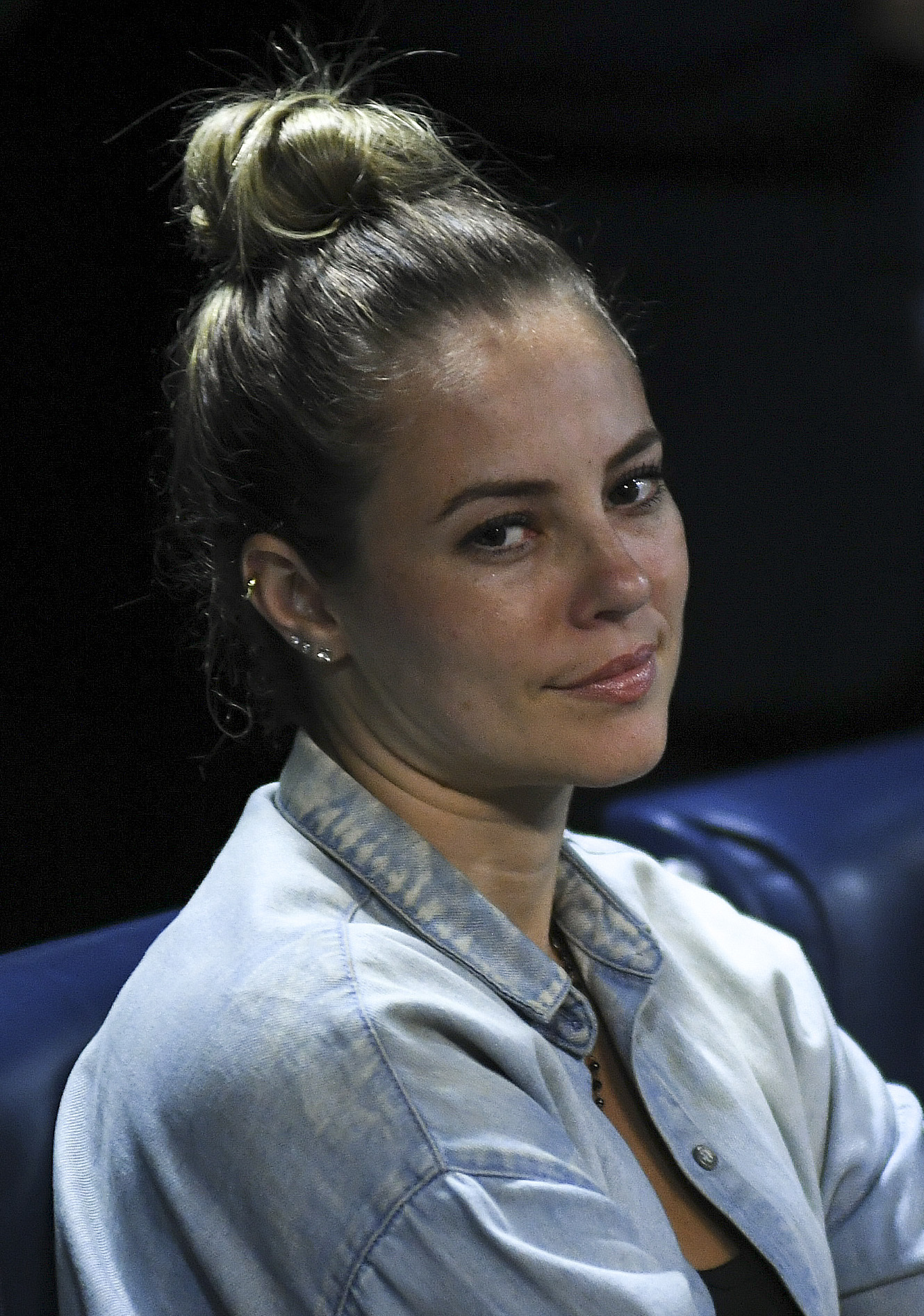
Paolla em 2018

Em 2017, interpretou a policial Major Jeiza do Batalhão de Ações com Cães, uma das protagonistas de A Força do Querer, sendo par romântico do ator Marco Pigossi.
Em novembro de 2017, a atriz gravou a sua participação na série Assédio, disponibilizada em 2018 pela TV Globo, no Globoplay, uma plataforma de vídeos inédita na emissora. A série de dez capítulos, tem como tema principal a história verdadeira do ex-médico paulistano Roger Abdelmassih, especialista em fertilização in vitro, condenado em 2014 a 278 anos de prisão (pena depois reduzida para 181 anos) por abusos sexuais cometidos contra as suas pacientes. Paolla vive Carolina, a segunda esposa do médico, papel interpretado por Antonio Calloni. Carolina, nome fictício da esposa do médico, Larissa Sacco Abdelmassih, é uma advogada e procuradora, suspeita de tramar a fuga do seu marido para o Paraguai.
Em novembro de 2018, Paolla participou pela primeira vez como cantora, na gravação do videoclipe Se Existe Amor, da banda Fortunia. A atriz, que é irmã do vocalista da banda Douglas Roger, afirmou que gostou da experiência musical, mas que não tem intenção de seguir a carreira.
Em 2019, ela integrou no elenco da novela das nove A Dona do Pedaço, interpretando a famosa influenciadora digital brasileira Virgínia, onde faz par romântico com o ator Sergio Guizé e tem uma relação problemática na trama com o personagem do ator Lee Taylor.
Em 2019, Paolla foi escolhida para voltar  a ser rainha de bateria da escola de samba Grande Rio para o carnaval 2020 após pedidos da comunidade de caxias.
Em 2021, venceu o Super Dança dos Famosos, na TV Globo, dançando com o professor de dança Leandro Azevedo.
Em 2022, ela integrou o elenco de Cara e Coragem, interpretando Pat, uma dublê de Ação.
Em dezembro de 2023, Paolla encerra o seu contrato fixo com a TV Globo, sendo assim contratada posteriormente por obra.
No carnaval de 2024, Paolla parou o Sambódromo da Marquês de Sapucaí no Rio de Janeiro e a internet ao aparecer fantasiada com uma fantasia que se transformava em onça no desfile da escola de samba Acadêmicos do Grande Rio, com o enredo 'Nosso destino é ser onça'.. O seu vídeo publicado no instagram passou de 65 milhões de visualizações e mais de 3 milhões de curtidas.
Em 2024, entrou para o elenco da segunda temporada de Justiça, série da Globoplay, Paolla interpretou Jordana, uma empresária bem-sucedida no ramo musical. Sua personagem se envolverá com a ladra Milena, vivida por Nanda Costa.
Em 2024, fez uma participação especial na série da Globoplay 'Encantado's' no segundo episódio da segunda temporada, interpretando Valesca Araújo, uma apresentadora de um programa de TV sobre carnaval.
Em 2025, Paolla desfilou pelo último ano como rainha de bateria da escola de samba Acadêmicos do Grande Rio, deixando o posto para se dedicar a carreira de atriz e por questões de família.
Em 2025, entrou para o elenco do remake da novela Vale Tudo, interpretando a alcoolista e artista plástica Helena Almeida Roitman, mais conhecida como Heleninha Roitman. Na versão original em 1988, a personagem foi interpretada brilhantemente pela atriz Renata Sorrah.

### Educação
Paolla é fisioterapeuta com especialização em reeducação postural global (RPG).

## Filmografia

### Televisão
| Ano  | Título                            | Personagem / Cargo                                      | Notas                                            |
| ---- | --------------------------------- | ------------------------------------------------------- | ------------------------------------------------ |
| 1999 | Passa ou Repassa                  | Assistente de palco                                     |                                                  |
| 2001 | Curtindo uma Viagem               | Assistente de palco                                     |                                                  |
| 2004 | Metamorphoses                     | Stela Fontes Taylor                                     |                                                  |
| 2005 | Malhação                          | Abelha Rainha                                           | Episódio: "15 de setembro"                       |
| 2005 | Belíssima                         | Giovana Güney Sabatini                                  |                                                  |
| 2006 | O Profeta                         | Sônia Carvalho de Oliveira                              |                                                  |
| 2007 | Os Amadores                       | Renata                                                  | Episódio: "21 de dezembro"                       |
| 2008 | Faça Sua História                 | Georgette                                               | Episódio: "A Falta Que Ela Me Faz"               |
| 2008 | Casos e Acasos                    | Verônica                                                | Episódio: "O Papai Noel, a Perna e o Presépio"   |
| 2008 | Ciranda de Pedra                  | Letícia Garcia Cassini                                  |                                                  |
| 2009 | Cama de Gato                      | Verônica Tardivo Brandão                                |                                                  |
| 2009 | Dança dos Famosos                 | Participante (Vencedora)                                | Temporada 6                                      |
| 2010 | As Cariocas                       | Clarissa                                                | Episódio: "A Atormentada da Tijuca"              |
| 2010 | Afinal, o Que Querem as Mulheres? | Lívia Monteiro                                          |                                                  |
| 2011 | Insensato Coração                 | Marina Drummond Brandão                                 |                                                  |
| 2011 | Malhação Conectados               | Ela mesma                                               | Episódio: "5 de setembro"                        |
| 2012 | Tapas & Beijos                    | Celeste                                                 | Episódio: "A Prima de Sueli"                     |
| 2013 | Amor à Vida                       | Paloma Rodriguez Khoury Araújo                          |                                                  |
| 2015 | Felizes para Sempre?              | Denise Miranda (Danny Bond) / Simone                    |                                                  |
| 2015 | Fantástico                        | Repórter                                                | Quadro: "Como Manda o Figurino"                  |
| 2015 | Além do Tempo                     | Melissa Borghini Melissa Santarém                       |                                                  |
| 2015 | Mister Brau                       | Ela mesma                                               | Episódio: "8 de dezembro"                        |
| 2016 | Haja Coração                      | Manifestante                                            | Episódio: "8 de novembro"                        |
| 2017 | A Força do Querer                 | Jeiza Nascimento Rocha                                  |                                                  |
| 2018 | Assédio                           | Carolina Malfatti                                       |                                                  |
| 2018 | Festeja Brasil                    | Apresentadora                                           | Especial de fim de ano                           |
| 2018 | Caldeirão de Ouro                 | Apresentadora                                           | Especial de fim de ano                           |
| 2019 | A Dona do Pedaço                  | Virgínia Sobral Ramirez / Virgínia Guedes (Vivi Guedes) |                                                  |
| 2021 | Super Dança dos Famosos           | Participante (vencedora)                                | Temporada 18                                     |
| 2022 | Cara e Coragem                    | Patrícia Lima (Pat)                                     |                                                  |
| 2024 | Falas Femininas                   | Apresentadora                                           | Episódio: Louca                                  |
| 2024 | Encantado's                       | Valesca Araújo                                          | Episódio: "Delírio Sensual, Arco-Íris De Prazer" |
| 2024 | Justiça 2                         | Jordana Juarez                                          |                                                  |
| 2025 | Vale Tudo                         | Helena Almeida Roitman (Heleninha)                      |                                                  |

### Cinema
| Ano  | Título                                     | Personagem             | Nota           |
| ---- | ------------------------------------------ | ---------------------- | -------------- |
| 2007 | Envie aos Palhaços                         | Olívia                 |                |
| 2007 | Noite Fria                                 | Mariá                  |                |
| 2008 | Rinha                                      | Pillar                 |                |
| 2008 | Entre Lençóis                              | Paula                  |                |
| 2009 | Budapeste                                  | "Aquela"               |                |
| 2010 | Eu e Meu Guarda-Chuva                      | Frida (adulta)         |                |
| 2011 | Uma Professora Muito Maluquinha            | Catarina Roque (Cate)  |                |
| 2012 | Trinta                                     | Zeni Pamplona Penharol |                |
| 2014 | A Verdadeira História da Rota              | Ela mesma              | Documentário   |
| 2014 | A Bela e a Fera                            | Bela (voz)             | Dublagem       |
| 2014 | Para Sempre Teu Caio F.                    | Ela mesma              | Documentário   |
| 2015 | O Estranho                                 | Mulher                 | Curta-metragem |
| 2016 | Em Nome da Lei                             | Alice                  |                |
| 2017 | Real - O Plano Por Trás da História        | Renata                 |                |
| 2017 | Lino - O Filme: Uma Aventura de Sete Vidas | Patty (voz)            | Voz original   |
| 2017 | Alguém Como Eu                             | Helena                 |                |
| 2018 | Bumblebee                                  | Shatter (voz)          | Dublagem       |
| 2021 | Dente por Dente                            | Joana                  |                |
| 2022 | Papai é Pop                                | Elisa                  |                |

### Videoclipe
| Ano  | Título         | Cantor         |
| ---- | -------------- | -------------- |
| 2015 | "Somente Nela" | Paulinho Moska |
| 2018 | "Mulher Feita" | Projota        |
| 2021 | "Flor de Caña" | Diogo Nogueira |

## Discografia
Como artista convidada
| Ano  | Título                                            | Álbum |
| ---- | ------------------------------------------------- | ----- |
| 2018 | "Se Existe Amor" (Fortunia feat. Paolla Oliveira) | -     |

## Teatro
| Ano  | Título                                            | Cargo            |
| ---- | ------------------------------------------------- | ---------------- |
| 2015 | Foi Você Quem Pediu Para Eu Contar Minha História | Apenas produtora |

## Prêmios e indicações
| Ano  | Prêmio                            | Categoria                                 | Trabalho                                     | Resultado |
| ---- | --------------------------------- | ----------------------------------------- | -------------------------------------------- | --------- |
| 2006 | Prêmio Qualidade Brasil           | Atriz Revelação                           | Belíssima                                    | Venceu    |
| 2006 | Prêmio Contigo! de TV             | Melhor Atriz Revelação                    | Belíssima                                    | Indicada  |
| 2006 | Melhores do Ano                   | Melhor Atriz Revelação                    | Belíssima                                    | Indicada  |
| 2006 | Prêmio Extra de Televisão         | Melhor Revelação                          | Belíssima                                    | Indicada  |
| 2006 | Meus Prêmios Nick                 | Gata do Ano                               | Belíssima                                    | Indicada  |
| 2007 | Premio Contigo! de TV             | Par Romântico (com Thiago Fragoso)        | O Profeta                                    | Venceu    |
| 2007 | Premio Contigo! de TV             | Melhor Atriz                              | O Profeta                                    | Indicada  |
| 2008 | Troféu Super Cap de Ouro          | Melhor Atriz                              | Ciranda de Pedra                             | Venceu    |
| 2009 | Premio Contigo! de TV             | Melhor Atriz Coadjuvante                  | Ciranda de Pedra                             | Indicada  |
| 2009 | Melhores do Ano - IG              | Melhor Vilã/Vilão                         | Cama de Gato                                 | Indicada  |
| 2010 | Premio Contigo! de TV             | Melhor Atriz                              | Cama de Gato                                 | Indicada  |
| 2010 | Prêmio Extra de Televisão         | Melhor Atriz                              | Cama de Gato                                 | Indicada  |
| 2010 | Melhores do Ano - MdeMulher       | Melhor Vilã                               | Cama de Gato                                 | Indicada  |
| 2010 | Prêmio Tudo de Bom - O Dia        | Melhor Atriz                              | Cama de Gato                                 | Indicada  |
| 2010 | Prêmio Tudo de Bom - O Dia        | Musa                                      | Rainha de bateria da Grande Rio              | Indicada  |
| 2011 | Prêmio Contigo! de TV             | Melhor Atriz de Série ou Minissérie       | Afinal, o Que Querem as Mulheres?            | Indicada  |
| 2011 | Prêmio Arte Qualidade Brasil      | Melhor Atriz de Minissérie                | Afinal, o Que Querem as Mulheres?            | Indicada  |
| 2012 | Prêmio Contigo! de TV             | Melhor Atriz de Novela                    | Insensato Coração                            | Indicada  |
| 2013 | Prêmio Extra de Televisão         | Melhor Atriz                              | Amor à Vida                                  | Indicada  |
| 2013 | Melhores do Ano                   | Melhor Atriz                              | Amor à Vida                                  | Venceu    |
| 2013 | Melhores do Ano NaTelinha         | Melhor Atriz                              | Amor à Vida                                  | Venceu    |
| 2014 | Prêmio Contigo! de TV             | Melhor Atriz de Novela                    | Amor à Vida                                  | Indicada  |
| 2014 | Troféu Internet                   | Melhor Atriz                              | Amor à Vida                                  | Indicada  |
| 2015 | Prêmio Contigo! de TV             | Melhor Atriz de Série ou Minissérie       | Felizes para Sempre?                         | Venceu    |
| 2015 | Melhores do Ano                   | Melhor Atriz de Série ou Minissérie       | Felizes para Sempre?                         | Venceu    |
| 2015 | Prêmio Extra de Televisão         | Melhor Atriz                              | Felizes para Sempre?                         | Indicada  |
| 2015 | Melhores do Ano NaTelinha         | Melhor Atriz                              | Felizes para Sempre?                         | Indicada  |
| 2015 | Melhores do Ano Minha Novela      | Melhor Atriz                              | Felizes para Sempre?                         | Indicado  |
| 2015 | Prêmio Quem de Televisão          | Melhor Atriz                              | Além do Tempo                                | Indicada  |
| 2015 | Troféu UOL TV e Famosos           | Melhor Atriz                              | Além do Tempo                                | Indicada  |
| 2016 | Troféu Internet                   | Melhor Atriz                              | Além do Tempo                                | Indicada  |
| 2017 | Troféu APCA                       | Melhor Atriz                              | A Força do Querer                            | Indicada  |
| 2017 | Melhores do Ano                   | Melhor Atriz de Novela                    | A Força do Querer                            | Venceu    |
| 2017 | Prêmio F5                         | Melhor Atriz de Novela                    | A Força do Querer                            | Indicada  |
| 2017 | Prêmio Contigo! Online            | Melhor Atriz de Novela                    | A Força do Querer                            | Indicada  |
| 2017 | Melhores do Ano NaTelinha         | Melhor Atriz                              | A Força do Querer                            | Indicada  |
| 2017 | Melhores do Ano Minha Novela      | Melhor Atriz                              | A Força do Querer                            | Indicada  |
| 2017 | Melhores do Ano Minha Novela      | Melhor Casal (com Marco Pigossi)          | A Força do Querer                            | Venceu    |
| 2018 | Troféu Internet                   | Melhor Atriz                              | A Força do Querer                            | Indicada  |
| 2018 | Troféu Imprensa                   | Melhor Atriz                              | A Força do Querer                            | Indicada  |
| 2018 | Prêmio Extra de Televisão         | Melhor Atriz                              | A Força do Querer                            | Indicada  |
| 2019 | Melhores do Ano                   | Melhor Atriz Coadjuvante                  | A Dona do Pedaço                             | Indicada  |
| 2019 | Troféu AIB de Imprensa            | Melhor Atriz                              | A Dona do Pedaço                             | Indicada  |
| 2019 | Troféu ISTOÉ - Brasileiros do Ano | Televisão                                 | A Dona do Pedaço                             | Venceu    |
| 2019 | Prêmio F5                         | Atriz de Novela                           | A Dona do Pedaço                             | Indicada  |
| 2019 | Prêmio F5                         | Mulher Mais Sexy                          | A Dona do Pedaço                             | Indicada  |
| 2019 | Prêmio F5                         | Melhor Influenciador                      | A Dona do Pedaço                             | Indicada  |
| 2019 | Prêmio Contigo!                   | Melhor Atriz Coadjuvante                  | A Dona do Pedaço                             | Venceu    |
| 2019 | Prêmio Contigo!                   | Par Romântico (com Sergio Guizé)          | A Dona do Pedaço                             | Indicado  |
| 2019 | Prêmio Área VIP                   | Personagem do Ano                         | A Dona do Pedaço                             | Venceu    |
| 2019 | Melhores de TV Press              | Melhor Atriz Coadjuvante                  | A Dona do Pedaço                             | Venceu    |
| 2019 | Melhores do Ano Minha Novela      | Melhor Casal (com Sérgio Guizé) (público) | A Dona do Pedaço                             | Venceu    |
| 2019 | Melhores do Ano Diário Gaúcho     | Melhor Coadjuvante                        | A Dona do Pedaço                             | Venceu    |
| 2020 | Troféu Internet                   | Melhor Atriz                              | A Dona do Pedaço                             | Indicada  |
| 2020 | Prêmio F5                         | Mulher Mais Sexy                          | Paolla Oliveira                              | Indicada  |
| 2021 | Prêmio F5                         | Mulher Mais Sexy                          | Paolla Oliveira                              | Indicada  |
| 2021 | Prêmio F5                         | Casal Mais Shippado                       | Paolla e Diogo Nogueira                      | Venceu    |
| 2021 | Prêmio Contigo! de TV             | Casal do Ano                              | Paolla e Diogo Nogueira                      | Indicada  |
| 2021 | Splash Awards                     | Melhor celeb gente como a gente           | Paolla Oliveira                              | Indicada  |
| 2022 | Festival Sesc Melhores Filmes     | Melhor Atriz Nacional                     | Dente por Dente                              | Indicada  |
| 2022 | Prêmio iBest                      | Influenciador São Paulo                   | Paolla Oliveira                              | Indicado  |
| 2022 | Troféu AIB de Imprensa            | Melhor Atriz                              | Cara e Coragem                               | Indicada  |
| 2022 | Prêmio Contigo! Online            | Atriz de Novela                           | Cara e Coragem                               | Venceu    |
| 2023 | Troféu Internet                   | Melhor Atriz de Novela                    | Cara e Coragem                               | Pendente  |
| 2023 | Prêmio iBest                      | Influenciador Protagonista                | Cara e Coragem                               | Indicada  |
| 2023 | Festival Sesc Melhores Filmes     | Melhor Atriz Nacional                     | Papai é Pop                                  | Indicado  |
| 2023 | Prêmio Faz Diferença              | Ela                                       | Libertar dos padrões impostos pela sociedade | Venceu    |
| 2024 | Festival Sesc Melhores Filmes     | Melhor Atriz Nacional                     | Bala Sem Nome                                | Indicado  |
| 2024 | Troféu Gato de Prata              | Melhor Rainha de Bateria                  | Rainha de bateria da Grande Rio              | Venceu    |
| 2024 | Prêmio iBest                      | Influenciador São Paulo                   | Paolla Oliveira                              | Indicada  |
| 2024 | Prêmio iBest                      | Protagonista Influenciador                | Justiça 2                                    | TOP 3     |
| 2025 | Prêmio iBest                      | Protagonista Influenciador                | Vale Tudo                                    | Pendente  |